# Transiciones
Transiciones es el segundo álbum de estudio del músico mexicano Ed Maverick, lanzado el 31 de mayo de 2019 por Universal Music México. El álbum aborda las transiciones que el artista ha vivido desde el ascenso de su carrera. Consta de cuatro interludios en los que Maverick narra lo que está pasando en su vida, y cuatro canciones. Fue el primer trabajo lanzado después de su unión a una compañía discográfica internacional.

## Música
Previo a la salida del álbum, Maverick anunció a través de Twitter que un nuevo proyecto estaba en puerta, además de confirmar la fecha de estreno y la portada, la cual fue diseñada por el propio Maverick.
El 28 de mayo, Ed Maverick publicó en su cuenta de Twitter una imagen la lista de pistas en Apple Music, haciéndole saber al público los nombres de las canciones que éste trabajo incluiría. Maverick mencionó en una entrevista que el álbum fue grabado aproximadamente en un fin de semana y que es el proyecto  musical que menos le gusta.

## Lista de canciones
| N.º   | Título                           | Escritor(es) | Duración |  |
| 1.    | «inicio, ilusiones (interludio)» |              | 0:46     |  |
| 2.    | «siempreestoypati»               | Ed Maverick  | 3:26     |  |
| 3.    | «ascenso - (interludio)»         |              | 0:24     |  |
| 4.    | «a mis amigos»                   | Ed Maverick  | 4:24     |  |
| 5.    | «problemas - (interludio)»       |              | 0:27     |  |
| 6.    | «lo que pienso»                  | Ed Maverick  | 5:11     |  |
| 7.    | «la ciudad - (interludio)»       |              | 0:23     |  |
| 8.    | «transiciones»                   | Ed Maverick  | 4:05     |  |
| 19:06 |                                  |              |          |  |